# Ульмет (Німеччина)
Ульмет (нім. Ulmet) — громада в Німеччині, розташована в землі Рейнланд-Пфальц. Входить до складу району Кузель. Складова частина об'єднання громад Альтенглан.
Площа — 7,10 км2. Населення становить 685 ос. (станом на 31 грудня 2020).